# Whiteboarding
Whiteboarding, quando usado no contexto da computação, é a colocação de arquivos compartilhados em um bloco de notas ou quadro branco compartilhado na tela.
No quadro branco híbrido, um software especial de detecção de escrita manual permite que quadros brancos físicos sejam compartilhados com usuários remotos, muitas vezes permitindo a adição simultânea de conteúdo digital.
As sessões de  Whiteboarding  — tanto presenciais quanto virtuais — proporcionam às equipes um ambiente colaborativo e criativo para debater novas ideias e resolver problemas. Sem uma estrutura definida, no entanto, essas sessões podem rapidamente perder o rumo.
Com esse tipo de software, várias pessoas podem trabalhar na imagem ao mesmo tempo, cada uma vendo as alterações feitas pelas outras quase em tempo real.
O quadro branco eletrônico foi incluído pelo menos já em 1996 na ferramenta CoolTalk do Netscape Navigator 3.0.